# Кровавая дорога (фильм, 1955)
«Кровавая дорога» (сербохорв. Krvavi put, норв. Blodveien) — норвежско-югославский драматический фильм 1955 года режиссёров Коре Бергстрёма и Радоша Новаковича.

## Сюжет
1942 год. Пленных югославских партизан немцы отправляют в концлагерь на север Норвегии на строительство шоссе, прозванного «Кровавая дорога».
Двое местных норвежских друзей и рабочих-строителей, Кетиль и Ивар, под давлением немцев работают бригадирами на строительстве дороге. Ранее они же помогали строить концлагерь, не понимая, во что они были вовлечены. Они воочию наблюдают за унижениями, пытками и убийствами подневольных рабочих со стороны охранников СС, возглавляемых садистом Шварцем.
Норвежцы возмущены условиями труда принудительных рабочих и пытаются, насколько это возможно, поддержать их различными видами помощи, такими как обеспечение медикаментами и продовольствием. Однако они мало что могут противопоставить коменданту лагеря-садисту.
Однажды Кветиль вдруг с ужасом узнаёт среди охранников своего сына Магнара, вступившего в национал-социалистический батальон «Хирд».
Когда заключённый Янко сбегает из концлагеря и находится на пути через горы в нейтральную Швецию, Магнар выслеживает его и возвращает в концлагерь. Кетиль, который и организовал побег Янко и показал ему дорогу до границы, сталкивается с ними. Между отцом и сыном возникает конфронтация. Отец хочет, чтобы все трое сбежали в Швецию, но сын хочет выслужиться и получить награду от немцев. Во время потасовки между отцом и сыном Кветиль выхватывает направленное на него оружие сына и смертельно ранит его. Кетиль доводит Янко до шведской границы и прощается с ним, а сам возвращаясь обратно.

## В ролях
- Милан Милошевич — Янко
- Ола Исене — Кетил
- Миливое Живанович — Милян
- Андреас Бярке — Ивар
- Антун Налис — Шварц, унтерштурмфюрер
- Том Теллефсен — Магнар
- Иван Йонаш — Владо
- Лалла Карлсен — Ане
- Михайло Паскалевич — доктор
- Хельге Эссмар — Гутторм
- Мариян Бергер — Боян
- Янез Врховец — Вук
- Ивица Катич — Вьеко
- Добрица Стефанович — Миленко
- Лив Доммерснес — Рагнхильд
- Эрик Лассен — нацист
- Арне Ли — нацист
- Тор Йорт-Йенссен — нацист

## Критика
Драма, столь же острая, сколь и убедительная, которая ставит в центр внимания ценность человечности, независимо от мировоззренческих убеждений. Бесстрастно и с отчасти безжалостным реализмом показаны жестокость нацистов и страдания их жертв. Выдающиеся актёрские достижения тоже.
Оригинальный текст (нем.)Ein ebenso ergreifendes wie überzeugendes Drama, das den Wert der Menschlichkeit unabhängig von weltanschaulichen Überzeugungen in den Mittelpunkt stellt. Unpathetisch und mit teilweise schonungslosem Realismus werden die nazistische Brutalität und die Leiden der Opfer gezeigt. Hervorragend auch die schauspielerischen Leistungen.
— Lexikon des internationalen Films